# Ramée (bière)

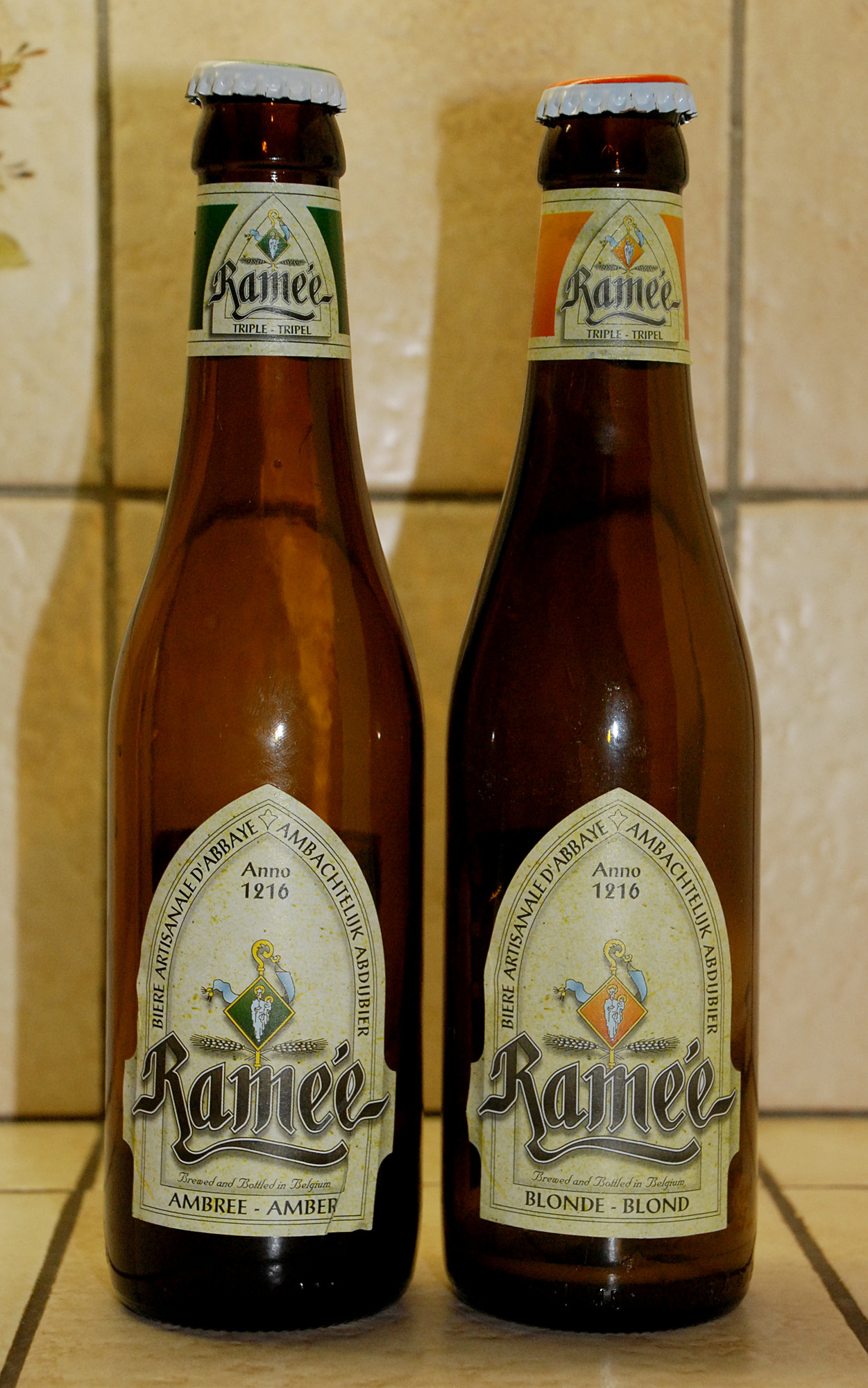
Ramée, bière d'abbaye belge

La Ramée est une bière d'abbaye belge brassée par la brasserie du Bocq à Purnode dans la commune belge d'Yvoir située en Région wallonne dans la province de Namur.

## Historique
L’origine d'une brasserie à l'Abbaye de la Ramée remonterait  au début du XIIIe siècle. L'année 1216 figure d'ailleurs sur l'étiquette. Cette abbaye est située à Jauchelette dans la commune de Jodoigne en Brabant wallon.
Depuis 2001, la Ramée fut produite par la brasserie Brunehaut à Rongy puis dès 2006 par la brasserie du Bocq à Purnode. Toutefois, elle n'est pas commercialisée par cette brasserie mais par une entreprise située à Ternat.
Ces bières portent aujourd'hui le logo des bières belges d'abbaye reconnues.

## Bières
Actuellement, deux bières sont brassées et commercialisées en bouteilles de 33 cl : 
- La Ramée Triple Blonde, une bière de haute fermentation titrant 7,5 % d'alcool
- La Ramée Triple Ambrée, une bière de haute fermentation titrant aussi 7,5 % d'alcool

Il existe aussi deux bières exclusivement commercialisées en fûts :
- La Ramée Blonde, une bière titrant 6,8 % d'alcool
- La Ramée Blanche, une bière titrant 5 % d'alcool